# Mandera County
Mandera County (bis 2010 Mandera District) ist ein County in Kenia. Das County grenzt an Somalia und Äthiopien. Die Hauptstadt ist Mandera. Im Mandera County herrscht arides Klima.

## Geografie
Die Menschen im Mandera County leben hauptsächlich von nomadischer Viehhaltung, nur 5 % der Countyfläche gelten als landwirtschaftlich nutzbar. Angebaut werden vor allem Mais, Hirse, Kuhbohnen, Erdnüsse, Bananen und Mangos.
2005 lebten 65 % der Einwohner unterhalb der Armutsgrenze, ungefähr 52 % der Männer und 82 % der Frauen sind Analphabeten. 1999 waren 15,7 % der Einwohner arbeitslos. Die Kindersterblichkeit im County ist hoch, 12,8 % der Kinder starben im Jahr 2002 vor ihrem 5. Geburtstag.

## Infrastruktur
Im Mandera County gibt es 47 medizinische Versorgungseinrichtungen, 3 Postämter, 27 Telefonzellen und 2 Finanzdienstleister. Die Straßen sind nicht asphaltiert. Nur 11 % der Bevölkerung hat Zugang zu gutem Trinkwasser, der durchschnittliche Weg zur nächsten Wasserquelle beträgt 20 km. Nur eines der großen Handelszentren verfügt über elektrischen Strom, der Energiebedarf der Menschen wird über Holzfeuerung gedeckt.
Im County gab es 2002 60 Primary Schools und 6 Secondary Schools, davon eine für Mädchen.

## Gliederung
Der Mandera County teilt sich in 18 Divisionen und drei Wahlbezirke, Mandera East, Mandera Central und Mandera West, auf.
| Division       | Fläche in km² |
| -------------- | ------------- |
| Central        | 0102          |
| Khalalio       | 0510          |
| Elwak          | 0632          |
| Wargadud       | 1066          |
| Shimbir Fatuma | 1878          |
| Kotulo         | 2483          |
| Fino           | 1883          |
| Lafey          | 0863          |
| Hareri         | 1213          |
| Libehiya       | 0670          |
| Warankara      | 0957          |
| Rhamu          | 0145          |
| Rhamudimtu     | 0935          |
| Ashabito       | 4509          |
| Banissa        | 1416          |
| Malkamari      | 1868          |
| Takaba         | 3165          |
| Dandu          | 2182          |

## Wirtschaft
2017 lag das BIP pro Kopf im County bei 48.442 Kenia-Schilling (ca. 967 Internationale Dollar) und liegt damit auf dem letzten Platz unter den 47 Counties des Landes. Das Einkommensniveau ist damit vergleichbar mit den ärmsten Ländern der Welt.